# Volevčice (kraj Wysoczyna)
Volevčice – miejscowość i gmina (obec) w Czechach, w kraju Wysoczyna, w powiecie Igława. W 2022 roku liczyła 71 mieszkańców.